# Гесперийские речения
Гесперийские речения (Hisperica Famina) — памятник европейской литературы VII в. Написан в Ирландии на особом, т. н. «гесперийском» языке, созданном на основе ученой и поэтической латыни средневековыми учеными.
Сам памятник, возможно, представляет собой сборник школьных латинских упражнений.
Вот как приблизительно описывается в них утро учебного дня (в поэме «Закон дня»):
Светило Титаново возжигает кровлю олимпийскую,

Теченье морское освещает, испарения порождая,

По небу проходит сверканием своим огнедышащим…

Перевод Д. Б. Шабельникова

Титанова олимпическую пламенит квадрига потолочность,

Пучинные пареньями зарит флюиды,

Огневержным надмирные сечет багрецом полюсы…

Перевод С. С. Аверинцева

Titaneus olimphium inflamat arotus tabulatum.

thalasicum illustrat uapore flustrum,

flammiuomo secat polum corusco [supernum]…